# 亜美ちゃんの初恋
『亜美ちゃんの初恋』（あみちゃんのはつこい）は、武内直子の漫画で同作者の代表作『美少女戦士セーラームーン』のスピンオフ作品で、メインキャラクターの水野亜美を主役にした作品である。
講談社発行の雑誌『るんるん』1995年7月号に掲載された。亜美の高校受験中のエピソードで、コメディタッチの要素が強い。
同じく『るんるん』掲載の木野まことを主役にした『まこちゃんのユーウツ』（1995年5月号）、火野レイと愛野美奈子を主役とした『レイと美奈子の女子高バトル』（1995年7月号）と併せて、「受験戦争編」の一編としてコミックス（新書刊）第13巻に収録されている。
短編アニメ映画化もされた（詳細は下記の『アニメ映画』を参照）。

## ストーリー
水野亜美は高校受験を控えていた。そんな彼女の目下の関心事は、自分以外に全国模試で満点を取り続けるもう一人の人物「メルクリウス」の存在であった。予備校荒らしと化してまで、メルクリウスの正体を探ろうとする亜美の背後に不吉な影が迫る。

## 登場キャラクター
※担当声優は、短編アニメ映画版のもの。

### セーラー戦士
水野亜美（みずの あみ）/ セーラーマーキュリー
声 - 久川綾
月野うさぎ（つきの うさぎ）
声 - 三石琴乃
火野レイ（ひの レイ）
声 - 富沢美智恵
木野まこと（きの まこと）
声 - 篠原恵美
愛野美奈子（あいの みなこ）
声 - 深見梨加
ちびうさ
声 - 荒木香恵
原作には登場しない。
ルナ
声 - 潘恵子
映画では姿を見せず、語り部として登場する。（ナレーションに近い形）
アルテミス
声 - 高戸靖広
地場衛（ちば まもる）
声 - 古谷徹
原作には登場しない。

### 敵キャラクター
ボンノーン
声 - 伊倉一恵
寺子屋（学習塾）に住んでいた地霊（ゲニウス・ロキ）。亜美にライバルのメルクリウスと誤解される。

### その他の人々
海野ぐりお（うみの ぐりお）
声 - 難波圭一
大阪なる（おおさか なる）
声 - 柿沼紫乃
講師
声 - 増谷康紀
先生
声 - 麻生智久
女の子
声 - 宇和川恵美
メルクリウス / 数理くるめ（すうり くるめ）
声 - 檜山修之
亜美の模擬テスト上でのライバル。亜美と同じく模試で1位をとる実力の持ち主だが、その正体は海野そっくりの普通の男子中学生。メルクリウスの名前の由来は、「『数理くるめ』を逆から読んだもの」と説明されている。元ネタはラテン語で水星を意味する「Mercurius」。

## アニメ映画
『スペシャルプレゼント 亜美ちゃんの初恋 美少女戦士セーラームーンSuperS 外伝』のタイトルで、『美少女戦士セーラームーンSuperS』の短編劇場版アニメとして映画化。1995年12月23日に『美少女戦士セーラームーンSuperS セーラー9戦士集結!ブラック・ドリーム・ホールの奇跡』と同時上映作品として封切られた。
漫画『美少女戦士セーラームーン』のスピンオフ作品を短編アニメ映画化。セーラームーンの登場キャラクターの中で最も人気のあった水野亜美を主役にしたエピソードである。製作は東映動画。
セーラームーンの映画すべてを収録した2002年3月21日発売の「美少女戦士セーラームーン THE MOVIE DVD-BOX」及び、2005年8月5日の単巻DVD『セーラームーンSuperS』に同時収録されている。

### 企画・製作
プロデューサーの有迫俊彦が、原作に描かれている亜美の二面性を評価しており、テレビアニメでは学園生活が描かれていないことから1995年5月下旬に映画化が決定した。有迫の要望でシナリオ執筆に際し、アレンジを加えずに原作をそのまま映像化させた。7月下旬にシナリオ決定稿が完成し、表紙にはテレビアニメ第55話（『R』第9話）で亜美がパソコンを眺めるカットが使用された。
有迫や五十嵐拓哉の要望によって、BGMは新しく録音されたものが使用された。
亜美の気持ちが途切れずに何かに繋がるラストにするために「私頑張る!」の台詞で締め括られたが、この台詞はシナリオには存在しない。また、エンディング突入時に亜美の中で何かが吹っ切れたことを描くために白い鳩が飛び立っている。白い鳩にしたのは、五十嵐が思春期の少女なら誰でも持っている記号と考えていたからである。

### スタッフ
- 監督 - 五十嵐卓哉
- 原作 - 武内直子
- 脚本 - 山口亮太
- 音楽 - 有澤孝紀
- 製作担当 - 杉本隆一
- 撮影 - 武田純一
- 編集 - 吉川泰弘
- 録音 - 立花康夫
- 美術監督 - 東潤一
- 美術監修・設定 - 窪田忠雄
- 作画監督 - 下笠美穂

### 主題歌
- エンディングテーマ「“らしく”いきましょ」
  - 歌 - Meu、作詞 - 武内直子、作曲 - 水野雅夫、編曲 - 林有三

### 関連CD
- 美少女戦士セーラームーンSuperS ミュージックコレクション
  - 本作および同時上映の『美少女戦士セーラームーンSuperS セーラー9戦士集結!ブラック・ドリーム・ホールの奇跡』で使用された楽曲を収録した全16曲のサウンドトラック。